# Torre de Londres
La Torre de Londres (en anglès, Tower of London), és un castell històric a la ribera nord del riu Tàmesi al centre de Londres a Anglaterra. Forma part del districte londinenc de Tower Hamlets, separat del límit nord de la ciutat per un espai obert conegut com a Tower Hill. Es va fundar cap a la fi de 1066 amb la conquesta normanda d'Anglaterra. La Torre Blanca, que dona nom al castell sencer, va ser construïda per Guillem el Conqueridor el 1078, i així va ser el símbol de l'opressió a Londres per la nova elit governant. Des d'almenys 1100, el castell va servir com a presó, encara que no n'era el propòsit primari. El nom oficial His Majesty's Royal Palace and Fortress The Tower of London (‘Palau Reial i Fortalesa de Sa Majestat La Torre de Londres‘) no es fa servir sovint.
Els guardians es diuen Yeomen Warders of Her Majesty's Royal Palace and Fortress the Tower of London, abreujat popularment com a beefeaters, menjadors de carn de vedella, perquè tenien un règim alimentari de luxe.
En conjunt, la Torre és un complex de diversos edificis envoltat de dos anells concèntrics de murs defensius i un fossat, el castell es va ampliar en diverses fases, sobretot sota el mandat de Ricard Cor de Lleó, Enric III i Eduard I en els segles xii i xiii. La disposició general de la darreria del segle xiii s'ha mantingut tot i l'activitat posterior.
La Torre de Londres ha representat un destacat paper en la història d'Anglaterra. Va ser assetjada en diverses ocasions i tenir-la controlada era important per controlar el país. La torre ha servit com armeria, tresoreria, casa de feres, Reial Casa de la Moneda, registres públics, i casa de les Joies de la Corona del Regne Unit.
Des de l'inici del segle xiv fins al regnat de Carles II, s'organitzava una processó des de la torre fins a l'Abadia de Westminster a la coronació d'un nou monarca. En absència del monarca, el guàrdia de la torre és l'encarregat del castell. Aquesta guàrdia era una posició de confiança en el període medieval. A final del segle xv, el castell es va transformar en presó. Sota el regnat dels Tudor, la torre va servir menys com a residència, i malgrat els intents per fortificar i reparar el castell, el desenvolupament de les defenses va quedar enrere per dedicar-se a l'artilleria.
L'ús del castell com a presó va sobrevenir en els segles xvi i xvii, quan personatges com Isabel I (abans de llegar a reina) van caure en desgràcia i van ser detingudes entre aquests murs. D'aquest ús deriva la dita anglesa "enviar a la torre" com a sinònim de "enviar a la presó". Malgrat la reputació com a lloc de tortura i mort, popularitzada pels religiosos del segle xvi i els escriptors del segle xix, només set persones hi van ser executades abans de les Guerres Mundials. Les execucions normalment es feien al turó de Tower Hill, al nord del castell, que en un període de quatre centenaris va ser testimoni de 112 execucions.
A la segona meitat del segle xx, institucions com la Casa de la Moneda es van traslladar a altres localitzacions des de la Torre de Londres, i molts edificis van romandre buits. Anthony Salvin i John Taylor van aprofitar llavors l'oportunitat de tornar a la torre l'aparença original medieval, retirant moltes estructures postmedievals que romanien buides. Durant les Guerres Mundials, la torre va tornar a ser presó, i s'hi van executar dotze espies. Després de les guerres, els danys es van reparar i el castell va reobrir les portes al públic. Avui en dia, la Torre de Londres és una de les atraccions turístiques més famoses del país. El manteniment va a càrrec de la institució benèfica Historic Royal Palace (‘palaus reials històrics’).
Va ser declarada el 1988 Patrimoni de la Humanitat, per tractar-se d'una fortalesa normanda de l'edat mitjana excepcionalment ben conservada i perquè havia sigut un centre de poder ininterromput i significatiu durant segles i segles d'història britànica i europea. El 2006, va rebre una amonestació perquè la construcció de massa gratacels a proximitat no respectaven el context històric del monument. Va rebre l'estatut de Patrimoni de la Humanitat en perill. El risc de perdre l'estatut perdura fins al 2024. La UNESCO és preocupa quan veu la relació tensa entre la corporació City of London Corporation (CLC), que vol desenvolupar les terres circumdants i Historic England, l'organisme governamental que protegeix els monuments històrics i culturals del país.

## Història

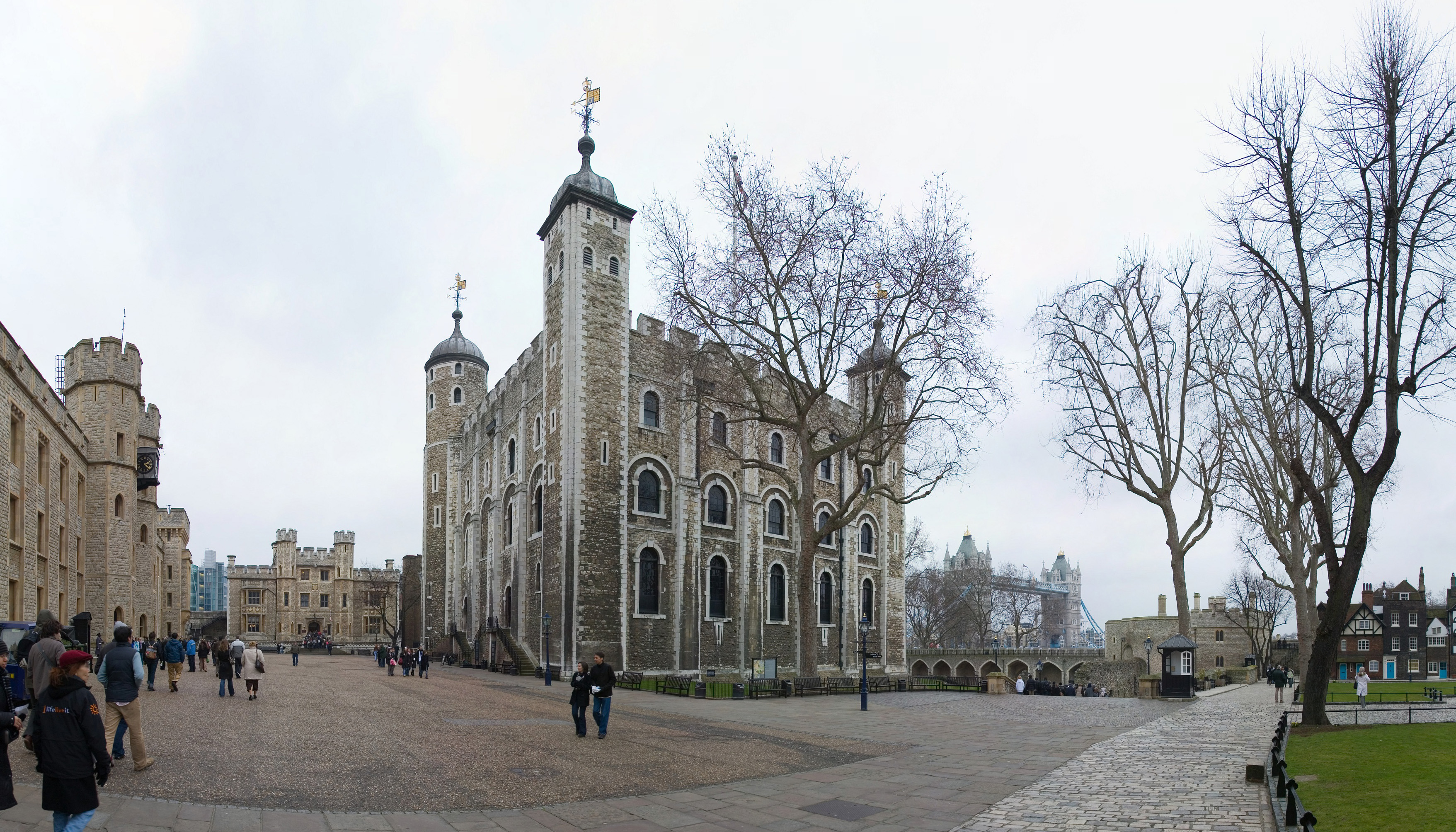
Exteriors de la Torre Blanca de Londres.

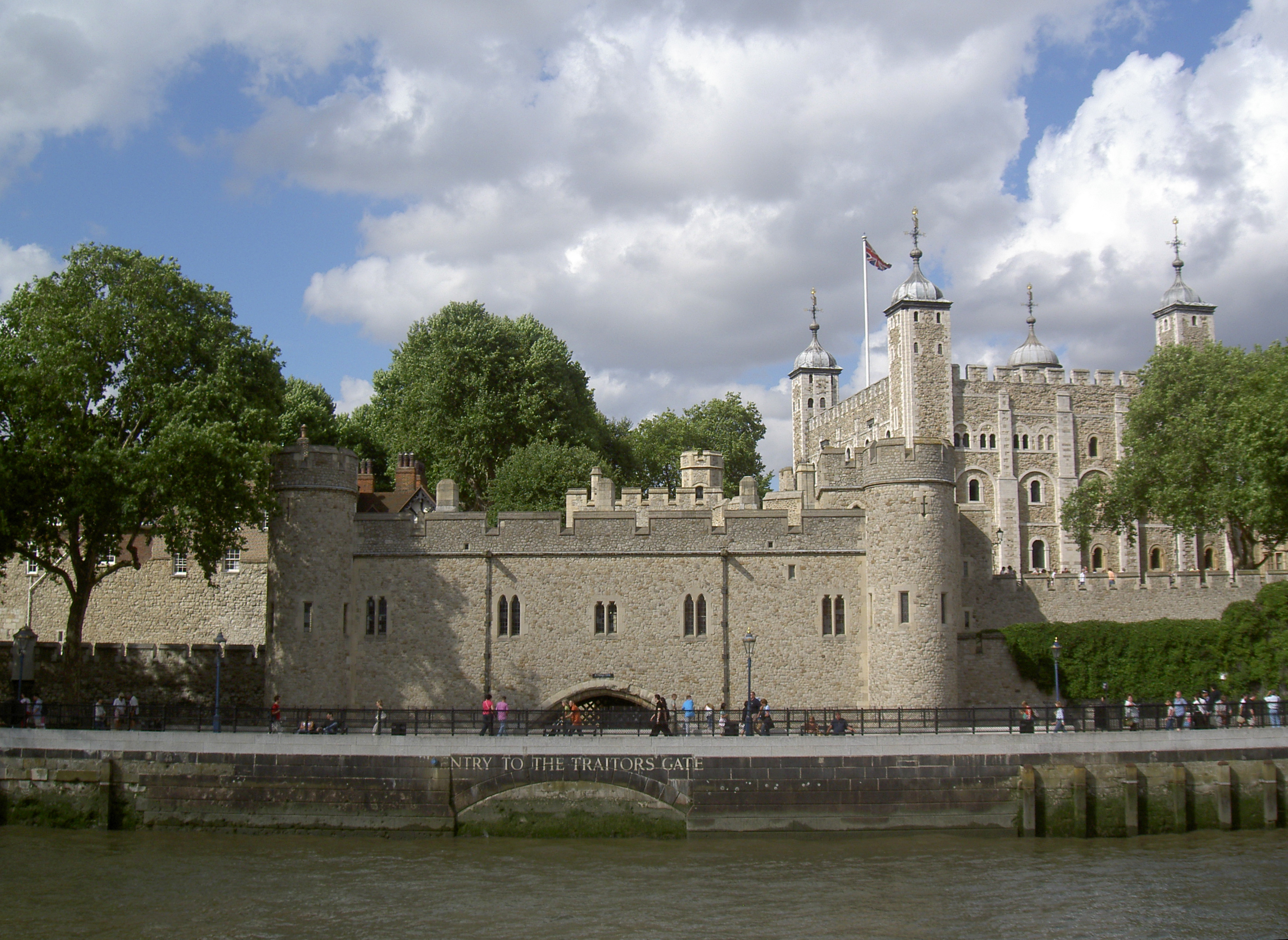
La Torre de Londres vista des del riu Tàmesi

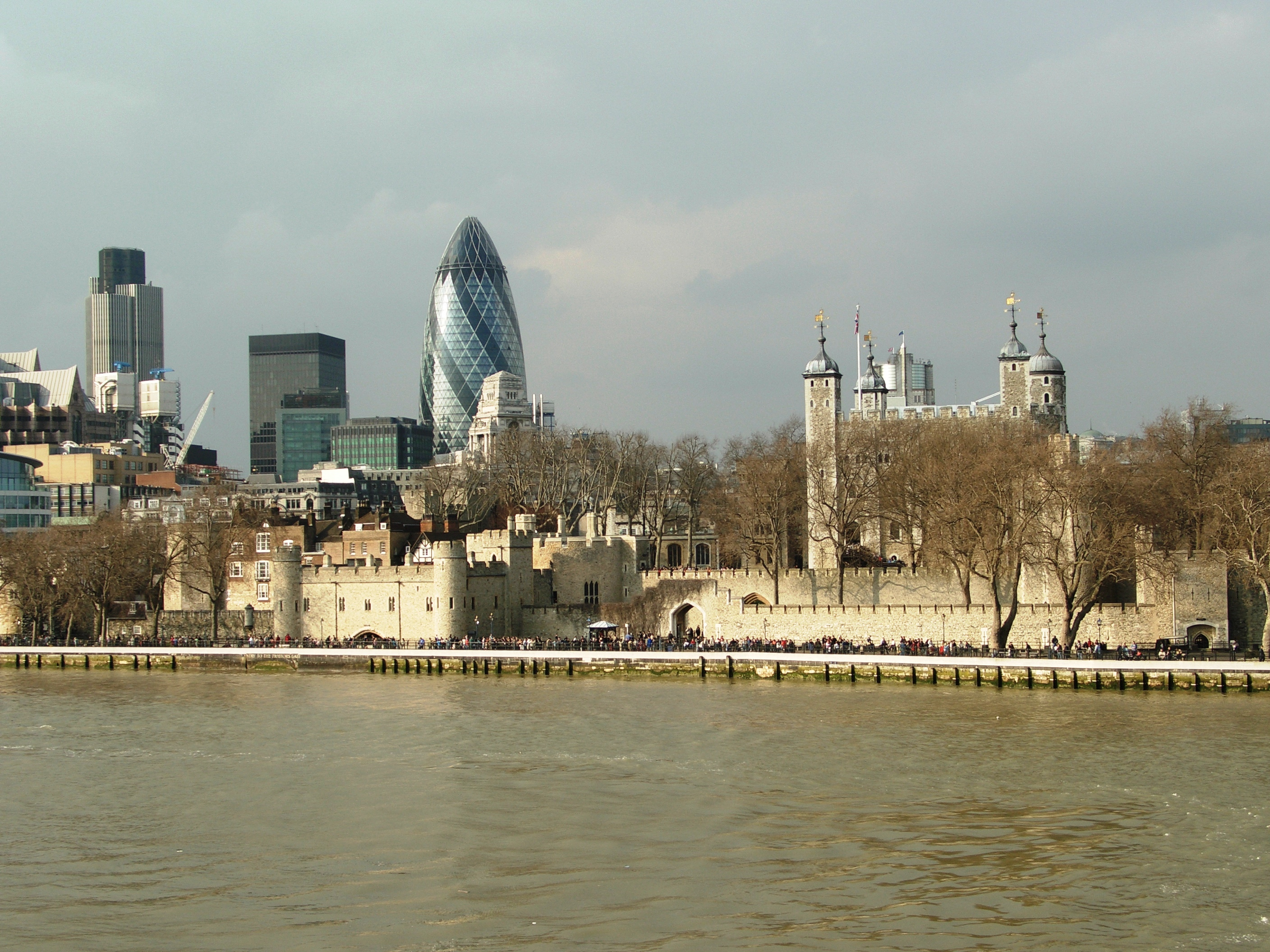
La torre de Londres i a l'esquerra la City

L'emperador romà Claudi hi va fer construir una primera fortificació per a protegir la ciutat de Londinium.

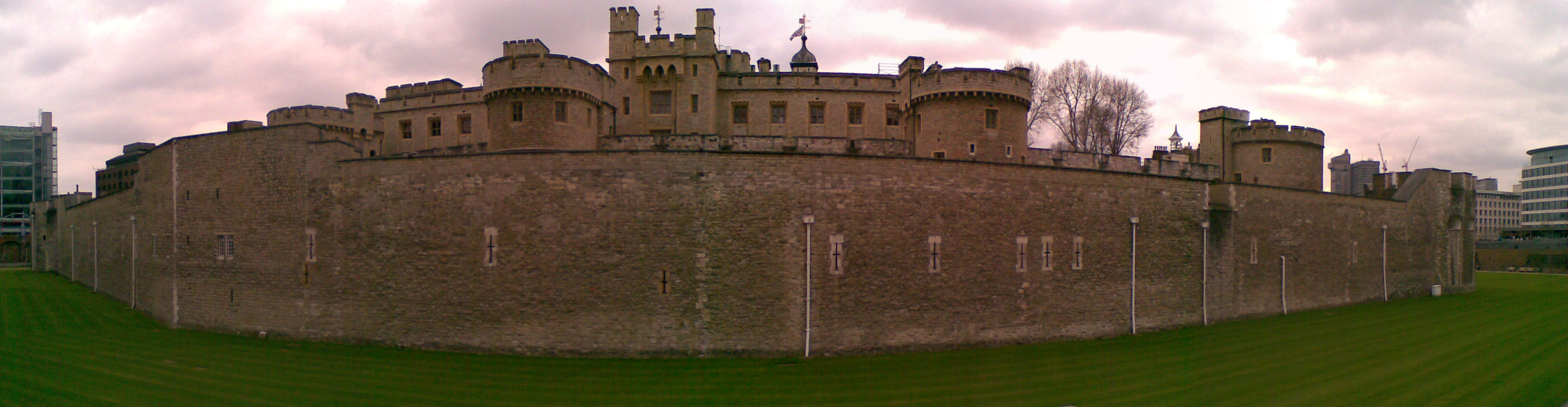
Panoràmica de la torre de Londres (des de la sortida de l'estació de metro de Tower Hill)

L'any 1078 Guillem I d'Anglaterra va ordenar la construcció de la Torre Blanca, tant per a protegir els normands de la població de Londres com per a protegir Londres de qualsevol enemic. Els forts anteriors, inclòs el romà, eren fets de fusta, però Guillem va ordenar que la Torre es construís amb pedres portades especialment des de França. El rei Ricard Cor de Lleó va construir la fossa al voltant de l'edifici i el va omplir amb aigua del Tàmesi. La fossa, però, no va ser gaire efectiva fins que Enric III la va reconstruir seguint una tècnica neerlandesa. El 1830 la fossa va ser drenada i s'hi van trobar ossos humans al fons.
Al segle xiii es va establir a la Torre una casa de feres, probablement a la primeria de 1204 durant el regnat de Joan sense Terra i, possiblement, amb animals procedents d'una antiga casa de feres establerta el 1125 pel rei Enric I al seu palau prop de Woodstock. La col·lecció d'animals es va obrir algunes vegades al públic durant el regnat d'Isabel I i el 1804 la col·lecció es va obrir al públic de forma regular. Aquí el poeta William Blake va veure al tigre que va inspirar el poema The Tyger. Els animals es van traslladar al nou zoològic de Londres el 1828. Encara es conserva un porta amb el nom de porta del lleó en honor dels animals que un dia hi van residir.
La majoria dels criminals comuns eren executats en llocs públics a l'exterior de la Torre; execucions que també es van fer públiques amb algunes personalitats de classe alta com Thomas More. No obstant això, els nobles i, sobretot, les dones, eren executades de forma privada a la "Torre Verda", a l'interior del complex, i enterrats a la Capella Real de San Pere ad Vincula. Alguns dels nobles executats a l'exterior de la Torre són enterrats també en aquesta capella.

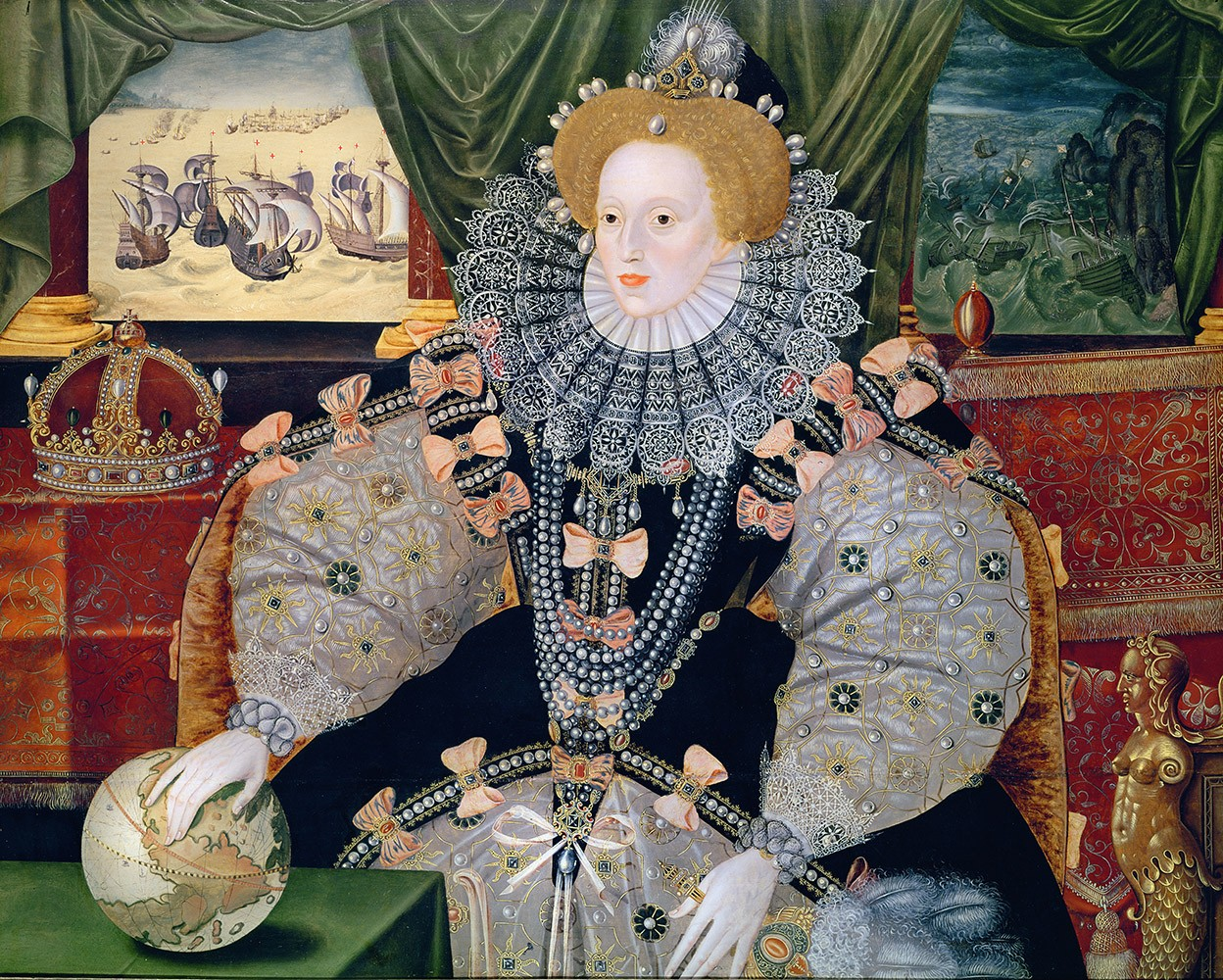
Imatge d'Elisabet I d'Anglaterra (v. 1588)

Alguns dels presoners de la Torre, al llarg de la història, són:
- Joan Balliol, rei d'Escòcia
- David II d'Escòcia
- Joan II de França
- Carles I d'Orleans, duc d'Orleans i duc de Valois
- Enric VI d'Anglaterra
- Elisabet I d'Anglaterra
- Guy Fawkes
- Rudolf Hess

Alguns dels executats en la Torre acusats de traïció, al llarg de la història, són: 
- William Hastings, baró de Hasting (1483)
- Thomas More (1535)
- Anna Bolena (1536)
- Margaret Pole, comtessa de Salisbury (1541)
- Joana Bolena, vescomtessa de Rochford (1542)
- Caterina Howard (1542)
- Jane Grey (1554)
- Robert Devereux, comte d'Essex (1601)

La llegenda diu que es pot veure Anna Bolena, executada per traïció al rei Enric VIII d'Anglaterra, passejar per la Torre amb el seu cap sota l'aixella.
L'ús militar de la Torre com a fortificació es va tornar obsoleta amb la introducció de l'artilleria. Tot i això, la Torre va servir com a caserna general del departament d'armament britànic fins al 1855. Durant la Primera Guerra Mundial onze espies alemanys van estar presoners en la Torre i el 1941 l'ajudant de Hitler, Rudolf Hess, hi va romandre tancat durant quatre dies.

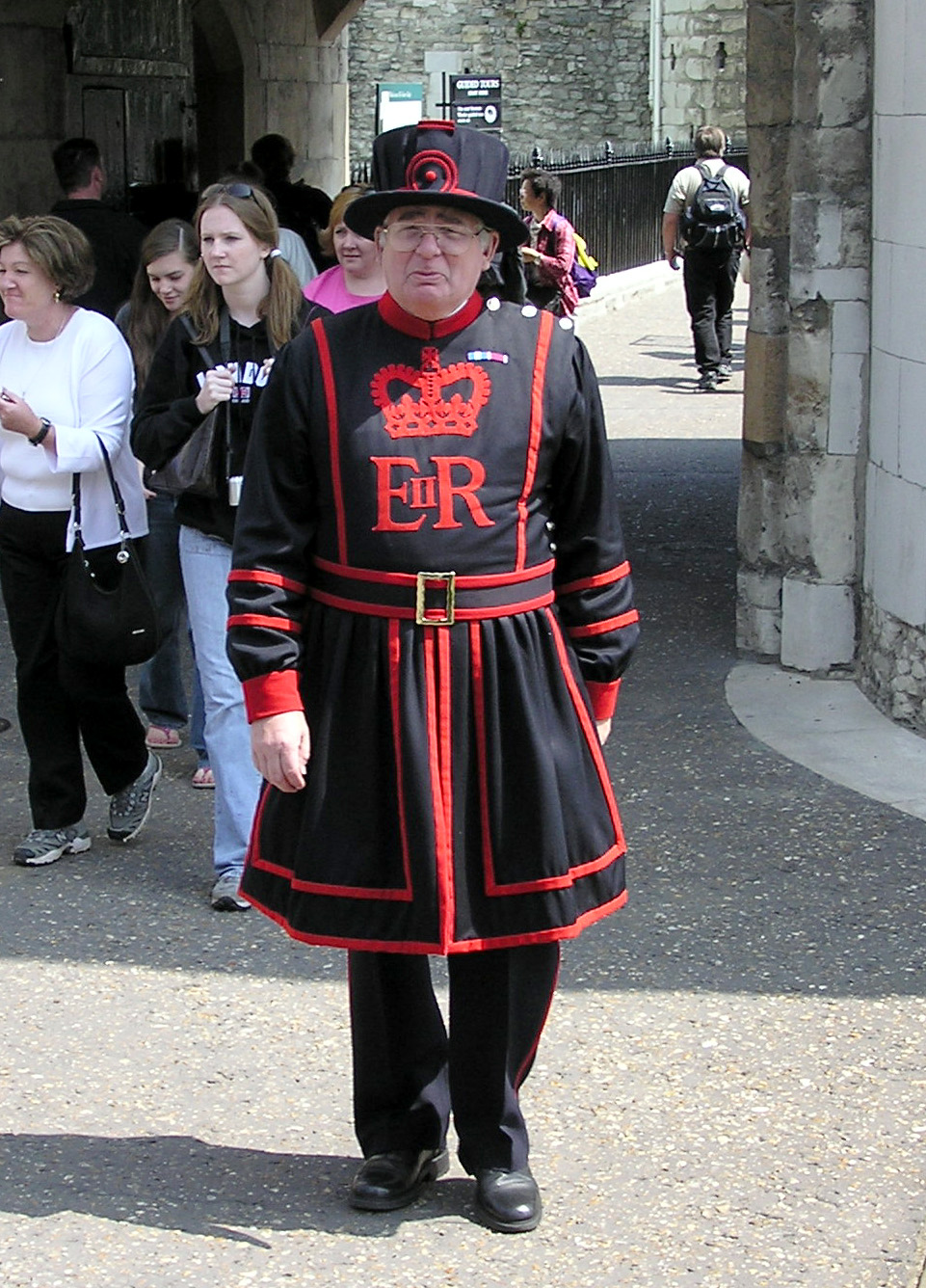
Guarda Beefeater a l'entrada de la Torre de Londres

## Arquitectura
El castell el conformen tres recintes: el més interior conté la Torre Blanca, edifici més antic del castell, envoltant cap al nord, est i oest es troba l'estructura més central, que data del regnat de Ricard Cor de Lleó. Finalment, hi ha el recinte exterior, que agafa tot el castell i va ser construït sota el mandat d'Eduard I. Tot i que després de la fundació de la Torre de Londres per Guillem el Conqueridor es visquessin moltes altres fases d'expansió, la disposició general es va mantenir fins que Eduard I va completar la reconstrucció el 1285. El castell ocupa una àrea de 4,9 hectàrees, més altres 2,4 voltant de la Torre de Londres que constitueixen lesTower Liberties (‘Llibertats de la Torre’), en anglès), situada sota la influència directa del castell i buidada per raons militars. El precursor d'aquesta torre es va establir al segle xiii, quan Enric III va ordenar que una franja de terra adjacent al castell romangués erma. Tot i la creença popular, la Torre de Londres mai ha tingut una cambra de tortures permanent. La Torre del Moll es va construir a la vora del Tàmesi durant el mandat d'Eduard I d'Anglaterra, i va expandir fins a l'amplària actual sota el regnat de Ricard II d'Anglaterra.

### Pati central
El pati central engloba l'àrea sud de la Torre Blanca, que s'estén al que en el seu dia era la ribera del Tàmesi. Com en el cas d'altres castells, com el Hen Domen (segle xi), aquesta zona central s'omplia probablement amb edificis de fusta de la fundació de la Torre. Es creu que sobre 1170 les estances reals van començar a estendre's més enllà de la Torre Blanca, envaint els jardins centrals. Les estances es van renovar durant les dècades de 1220 i 1230, i es van equiparar a altres residències com el Castell de Windsor. La construcció de les torres Wakefield i Lanthorn, a les cantonades de la muralla de la zona central, al llarg del riu, van començar devers 1220. Probablement servien com residències privades per al rei i la reina. La primera prova de com estaven decorades les cambres reials ve del regnat d'Enric III: la càmera de la reina era emblanquinada, pintada amb flors i imitant la pedra picada. Un gran distribuïdor ocupava el sud de la zona central, entre les dues torres. S'assemblava, encara que era lleugerament més petit, el també construït per Enric III al Castell de Winchester. Al costat de la Torre de Wakefield hi havia una poterna, per la qual s'accedia als apartaments reals.
El pati central originalment era envoltat per un fossat protector, que es va omplir sobre 1220. En aquesta època, es va construir també una cuina al jardí. Entre 1666 i 1676, la zona central es va transformar i se'n van retirar els edificis del palau. L'àrea al voltant de la Torre Blanca es va buidar, de manera que qualsevol persona que s'acostés havia de creuar camp a través. La Casa de les Joies es va demolir, les joies es van traslladar a la Torre Martin.

### Pati interior
El pati interior es va crear durant el regnat de Ricard Cor de Lleó, quan es va cavar una fossa a l'oest del pati central, doblant la grandària del castell. Enric III va crear el pati de l'est i les muralles nords, i les dimensions van romandra així des de llavor. La major part dels treballs ordenats per Enric III han sobreviscut, i només dues de les nou torres que va construir van ser reconstruïdes per complet. Entre les torres de Wakefield i Lanthorn, les muralles del pati central també serveixen com a cortina de pedra al pati interior. L'entrada principal al pati interior podria haver estat per mitjà de la casa del guarda, amb major probabilitat en el mur oest, lloc que ara ocupa la Torre Beauchamp.

### Pati exterior
Durant el regnat d'Eduard I, es va crear un tercer pati, de manera que el recinte envoltava tot el castell. Al mateix temps, es va construir un baluard conegut com a Legge's Mount a la cantonada nord-oest. Brass Mount, el bastió de la cantonada nord-est, es va agregar més tard al conjunt. Les tres torres rectangulars al llarg de la muralla est a quinze metres de distància es van desmuntar el 1843.
Encara que els baluards s'han associat al període de regnat dels Tudor, no n'hi ha proves contundents, les recerques arqueològiques suggereixen que Legge's Mount pertany al període eduardià. Els merlets del sud de Legge's Mount són les úniques originals de l'època medieval, la resta són còpies de l'època victoriana. A més, es va cavar un nou fossat de cinquanta metres més enllà dels nous límits del castell, que era a l'origen 4,5 metres més profund en la zona central del que és avui dia. Amb l'addició d'una nova muralla, la vella entrada principal, esdevinguda supèrflua, es va ocultar. Es va crear llavors una nova entrada a la cantonada sud-est del recorregut de la muralla exterior. El complex consistia en una casa de guàrdia interior, una altra exterior, i una barbacana que va rebre el nom de Torre del Lleó (Lion Tower), així perquè hi havia els animals a la Casa de Feres Reial des d'almenys els anys 1330. La Torre del Lleó no va subsistir.
Eduard I va estendre el costat sud de la torre sobre el terreny que s'havia submergit sota el Tàmesi. En aquest costat de la muralla va construir la Torre de Sant Tomàs entre 1275 i 1279, posteriorment coneguda com la Reixa dels Traïdors (Traitor's Gate), va reemplaçar la Torre Bloody com comporta. L'edifici és únic a Anglaterra, i el més semblant és la ja demolida comporta del Louvre a París. El dic es va cobrir amb fletxes enceses, per si es atacava el castell des del riu. També hi havia un rasclet a l'entrada per controlar qui hi accedia. Hi havia luxosos apartaments a la primera planta.
Eduard I també hi va traslladar la Reial Casa de la Moneda, no se sap amb precisió en qui lloc, encara que és probable que estigués en aquest pati exterior, o a la Torre del Lleó. Sobre 1560, la Reial Casa de la moneda tenia la seu en un edifici al pati exterior, prop de la torre Salt Tower. Entre 1348 i 1355, una segona comporta, la Torre Cradle, es va afegir a l'est de la Torre de Sant Tomàs per a l'ús privat del rei.

### Edificis

#### Torre Blanca

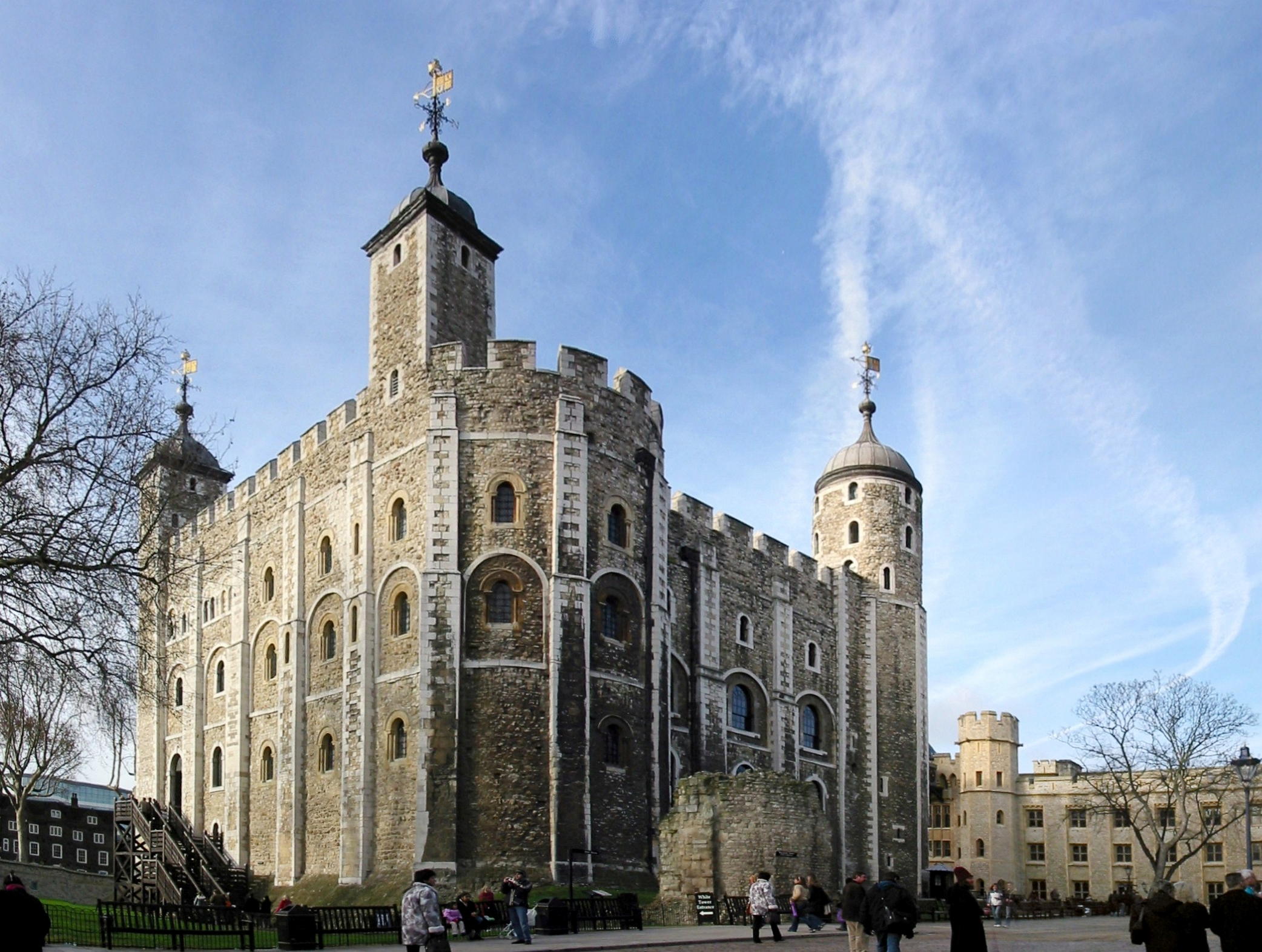
La Torre Blanca.

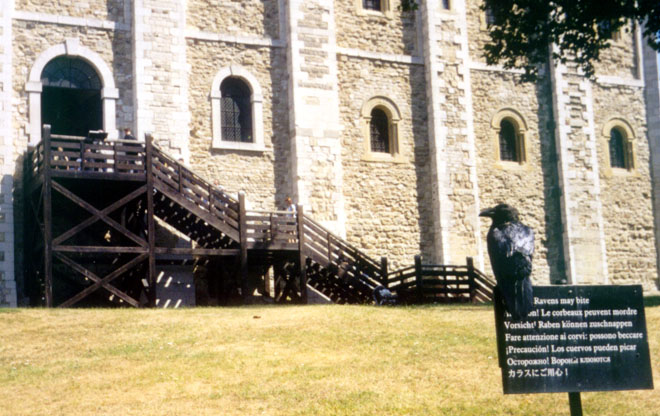
Entrada a la torre blanca, a la qual s'accedeix des de la primera planta

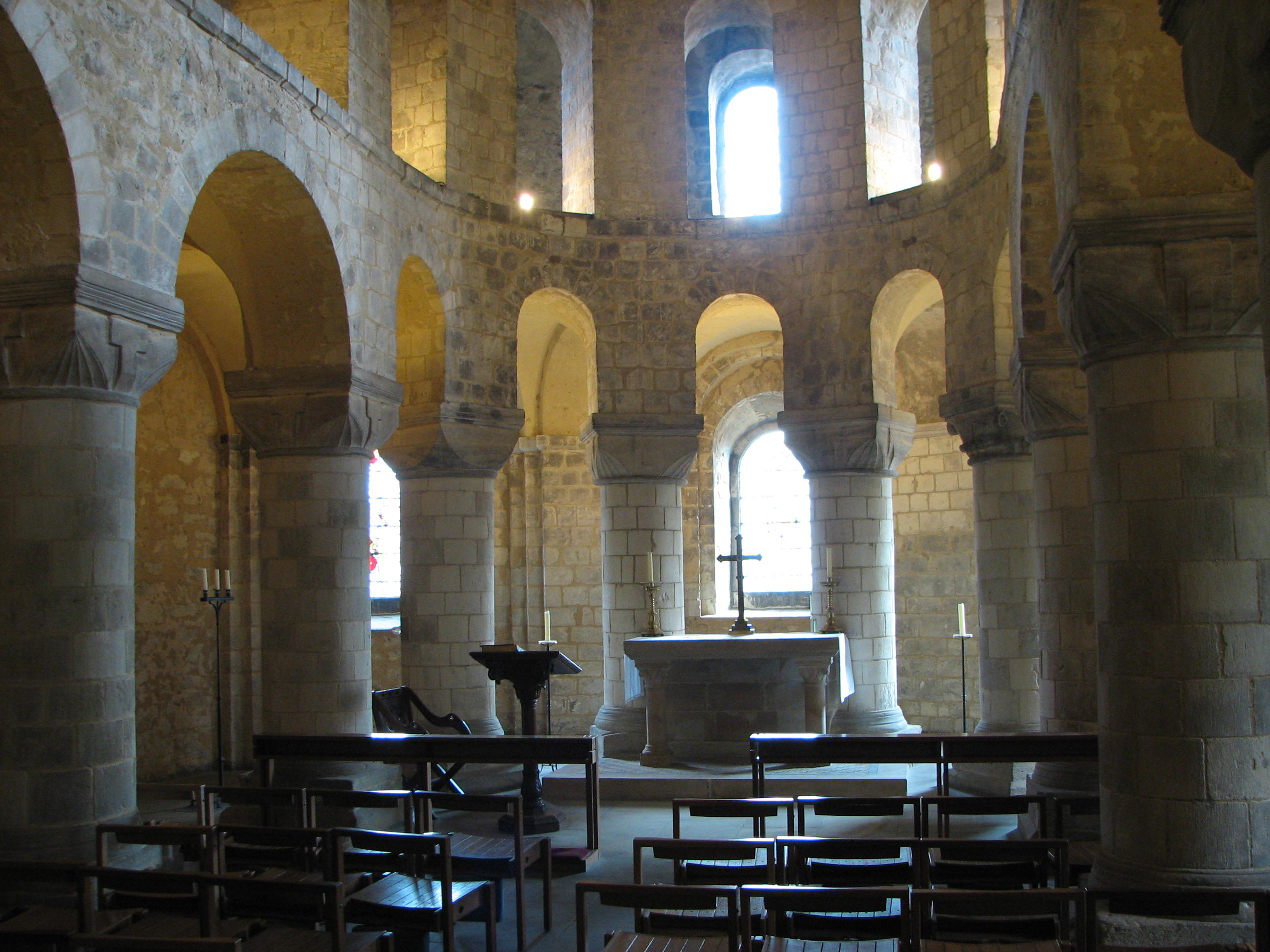
Capella situada a l'interior de la Torre Blanca

La Torre Blanca (White Tower) o torre mestra, sovint l'estructura més forta d'un castell medieval, que contenia un allotjament adequat per al senyor, en aquest cas, el rei o el seu representant. Segons l'historiador militar Allen Brown, «La gran torre era també, en virtut de la seva fortalesa, l'allotjament de la seva majestat, la torre principal per excel·lència». Un dels que millor es conserva en la seva estat en el món cristià, ha estat descrit com «El palau més complet del segle xi a Europa».
A les cantonades més a l'est hi ha torres quadrades, mentre que la torre circular nord-est té una escala de cargol. La presència d'una capella a la cantonada sud-est resultar en una projecció semicircular per acomodar l'absis. Sense comptar l'esmentat absis, la Torre Blanca mesura 36×32 metres a la base, i té una alçada de 27 metres a les muralles del sud. Atès que l'edifici pretenia ser una confortable residència al mateix temps que una fortalesa, les latrines es van construir dins de les muralles, i es va escalfar amb quatre llars de foc. L'estructura inicialment tenia tres altures, constant de soterrani, nivell d'entrada i primera planta. L'entrada a les torres normands normalment es construïa per sobre del nivell del sòl, i s'hi accedia per mitjà d'una escala de fusta que es podia retirar en cas d'atac, l'entrada de la Torre Blanca era a la cara sud. Durant el regnat d'Enric II d'Anglaterra (1154 - 1189), es va afegir un altre edifici per davant de la cara sud per defensar millor l'entrada, encara que l'edifici no s'ha conservat.
Cada planta es dividia en tres càmeres, la més gran a l'oest, una petita habitació al nord-est, i la capella, que ocupava l'entrada i primer pis de la cara sud-est. Com que la majoria de les finestres de la torre es van engrandir al segle xviii, només en romanen dos  originals, encara que restaurats,, a la paret sud a nivell de la galeria. La torre es va construir al vessant d'un pujol, per això la cara nord del soterrani és parcialment sota el sòl. Com era típic en la majoria de torres, la planta baixa era una cripta que servia per al emmagatzematge. Una de les habitacions contenia un pou. Tot i que la disposició ha continuant invariable des de la construcció de la torre, l'interior del soterrani data sobretot del segle xviii, quan se'n va rebaixar el terra i les voltes de fusta de la cambra es van reemplaçar per equivalents en maó.
La planta baixa probablement servia pel guardia de la torre i altres càrrecs oficials. L'entrada sud es va tancar al segle xvii i  es va reobrirel 1973. Els qui desitjaven llavors accedir a la primera planta havien de travessar una petita càmera situada a l'est, també connectada amb la planta baixa. La cripta de la capella de Sant Joan ocupava la cantonada sud-est i només s'hi podia accedir per mitjà d'aquesta cambra. Hi ha un buit en la paret nord de la cripta, i segons Geoffrey Parnell, guardià de la història de la torre a l'Armada Reial, «la disposició sense finestres i l'accés restringit suggereixen que es va dissenyar com un amagatall de tresors reals i documents importants».
La primera planta contenia un gran distribuïdor a l'oest, una cambra residencial a l'est (ambdues obertes originalment pel sostre i envoltades per una galeria construïda dins del mur), i la capella de Sant Joan al sud-est. S'hi va introduir una nova alçada damunt de la primera planta al segle xv, juntament amb l'actual sostre. La capella de Sant Joan no formava part del disseny original, atès que el projecte de l'absis es va afegir després de la construcció dels murs del soterrani. A causa dels canvis en la funció i disseny des de la construcció de la torre, poc queda de l'interior original, excepte la capella. L'aparença nua i poc adornada de la capella actualment és reminiscència de com podria haver estat en el període normand. Al segle xiii, durant el regnat d'Enric III, la capella es va decorar amb ornaments com una creu banyada en or, i vitralls virolats que representaven la Mare de Déu i la Santíssima Trinitat.

#### Torre Wakefield
Aquesta torre, la segona més grossa, que pren el seu nom de la batalla de Wakefield, després de la qual va ser on es van tancar als presoners, va ser construïda entre 1220 i 1240 sota el mandat d'Enric III, que hi va viure. La Torre Wakefield va ser un dels principals punts de suport defensius de la torre, la qual cosa va ajudar a controlar la porta principal, a la vora del riu. La sala superior de la torre constituïa les estances d'Enric III, amb grans finestrals i una gran llar de foc.
El mur oriental compta amb una gran finestra amb vitralls en el lloc on s'erigia la capella privada del rei. Encara en queden algunes restes, com un sagrari. La capella és associada en particular amb el monarca Enric VI d'Anglaterra. Després de ser capturat per Eduard IV el 1471 a la fi de les Guerra de les dues Roses, Enric VI ha va ser empresonat, i assassinat poc després. Abans de l'empresonament d'Enric VI d'Anglaterra, la torre servia com a arxiu, i centre d'exposició de les Joies de la Corona al segle xix, fins que aquestes van ser traslladades a la Casa de les Joies el 1967.

#### Torre de Sant Tomàs
La torre de Sant Tomàs és en el mur exterior, orientada al Tàmesi. Es va aixecar entre 1275 i 1279, durant el mandat d'Eduard I d'Anglaterra i va servir com estances des de llavors. L'embarcador no existia, i la torre donava directament al riu.

#### Torre Lanthorn
Traduïda com "Torre de la llanterna", es va construir al mateix temps que la torre Wakefield. Va cremar en l'incendi de 1774, i es van evacuar les ruïnes. L'edifici actual és una reconstrucció de l'època victoriana, i conté una exposició des de la qual s'accedeix al palau medieval i al pati interior. La torre es coneixia al segle xviii com Torre de la Reina Isabel.El conjunt de la Torre Wakefield, Sant Tomàs i Lanthorn reben en conjunt el nom de «Palau Medieval».

#### Torre Beauchamp
La Torre Beauchamp es va construir sota el mandat d'Eduard I d'Anglaterra, el 1281. A l'interior es pot veure la construcció amb grans quantitats de maons, un mètode característic l'arquitectura eduardiana, i que eren aleshores una innovació en la construcció anglesa. Les parets interiors són cobertes de graffiti dels presoners que hi van passar al llarg dels anys.
Porta el nom de Thomas de Beauchamp, dotzè comte de Warwick, que hi va ser empresonat de 1397-1399 a instàncies de Ricard II d'Anglaterra. També hi van ser retinguts John Dudley, primer duc de Northúmberland i els seus cinc fills, i Philip Howard, vintè comte d'Arundel, que hi va morir.

#### Torre Sagnant
Coneguda com Bloody Tower, era l'entrada principal al pati interior de la vora del riu fins que es va construir la Torre de Sant Tomàs. La cambra era un apartament de luxe, que es feia servir per retenir presos d'alt rang, com els arquebisbes Thomas Cranmer i William Laud de Canterbury. Es deia inicialment Garden Tower, perquè era al costat del jardí, però va rebre el seu nom actual durant el període de regnat de la dinastia Tudor. Diverses persones hi van morir: Henry Percy, vuitè Comte de Northumberland, s'hi va suïcidar el 1585, suposadament per evitar ser condemnat per traïció a la pàtria, i Sir Thomas Overbury, va ser enverinat sota el mandat de Jaume I.

#### Torre Martin
Aquesta torre, que data de l'època Tudor, servia de presó. Va ser el primer lloc on el 1669 es van exposar les Joies de la Corona, originalment a la planta baixa, mentre que el guàrdia vivia al pis superior. El 1671, el coronel Thomas Blood intentar robar les joies, encara que no va poder emportar-se'ls.

#### Resta de torres
- Torre del medi (o torre Middle): És la porta d'entrada a la Torre, presidida per l'escut de Jordi I de la Gran Bretanya.
- Torre del saetón (Broad Arrow): Aquesta torre es relaciona, des del segle xiv, amb el proveïment real de roba i mobles. En les seves estades s'hi guardaven el vestimentari real i els mobles de valor. Dos importants presoners de la torre van ser María I el 1556 i Everard Digby, participant de la Conspiració de la Pólvora el 1605.
- Torre Devereux
- Torre del totxo
- Torre del pou
- Torre Bowyer
- Torre de la sal: a l'inici, donava al Tàmesi. En temps de guerra, permetia la defensa mitjançant arquers, a través de les cinc espitllera de la planta baixa, en temps de pau, servia probablement com a magatzem. John Baliol, rei escocès, de 1296-1299 probablement va ser empresonat aquí.
- Torre Flint
- Torre Byward: Segona torre d'entrada al recinte, protegida per dos torretes del segle xiii. Durant les obres de 1953, s'hi van descobrir fragments d'antigues pintures que podrien haver decorat una capella.
- Torre de la Campana: Construïda al segle xii, rep el nom de la campana que va albergar durant uns cinc-cents anys, encara que l'actual és del segle xvii.
- Torre Develin
- Torre Cradle
- Torre del Condestable

#### Capella Reial de Sant Pere ad Vincula
És la parròquia de la Torre de Londres. És al pati exterior i data de 1520. El nom fa referència a l'empresonament de Sant Pere sota el mandat d'Herodes a Jerusalem. La capella és més coneguda probablement com a lloc d'enterrament dels presoners més famosos executats a la torre, incloent a Anna Bolena i Catherine Howard, totes dues esposes d'Enric VIII d'Anglaterra. La capella sempre continua servint com a lloc de pregària per als més de cent-cinquanta habitants de la torre.

## Fundació

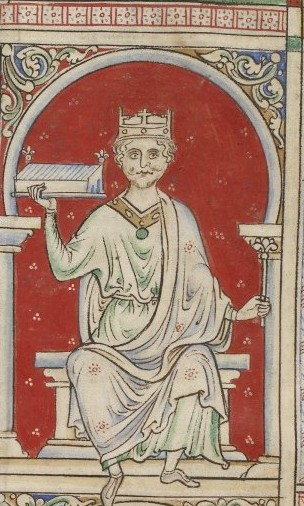
Imatge de Guillem II d'Anglaterra, que en 1097 va ordenar construir la muralla al voltant de la Torre de Londres.

Després de la victòria a la batalla de Hastings el 14 d'octubre de 1066, Guillem el Conqueridor, Duc de Normandia, va passar la resta de l'any assegurant les seves possessions, enfortint per a això les posicions clau. Va fundar diversos castells en el camí, però va prendre una ruta tortuosa cap a Londres, només quan va arribar a Canterbury va girar cap a la ciutat més gran d'Anglaterra. Com que el pont fortificat de Londres era en mans de les tropes saxones, va decidir saquejar Southwark abans de continuar el viatge cap a la zona més sud d'Anglaterra. Diverses victòries normandes al llarg de la ruta van tallar les línies de subministrament i al desembre de 1066, sols i intimidats, els seus líders van lliurar Londres sense lluitar.
Entre 1066 i 1087, Guillem va establir 36 castells, tot i que les referències del llibre Domesday indiquen que els seus subordinats en van fundar molts més. La nova elit governant va emprendre el que s'ha descrit com «el programa més extens i concentrat de construcció de castells en tota la història de l'Europa feudal». Els edificis eren fortificacions, que servien com a base d'operacions en territori enemic, centres d'administració i residències.
Guillem va enviar una avançada a Londres per preparar la ciutat per la seva entrada, per celebrar la seva victòria i fundar un castell. En paraules del biògraf del Conqueridor, Guillem de Poitiers, «certes fortificacions es van completar a la ciutat contra la intranquilitat de la gran majoria de la població. Perquè ell (Guillem) es va adonar que era de màxima importància imposar respecte als londinencs». Londres era alhora la ciutat més gran d'Anglaterra, la fundació de l'Abadia de Westminster i el vell Palau de Westminster sota el mandat d'Eduard el Confessor l'havien marcada com a centre de govern, i amb un port pròsper, era important per als normands establir control sobre l'assentament.
Els altres dos castells a Londres (El castell de Baynard i el de Montfichet), són de la mateixa època. La fortificació que després es coneixeria com a Torre de Londres es va construir sobre la cantonada sud-est de les muralles romanes, i amb el Tàmesi que oferia protecció addicional des del sud.En aquesta fase primerenca, el castell es va envoltar amb un fossat, amb una estacada de fusta. És probable que tingués estances adequats per a Guillem.

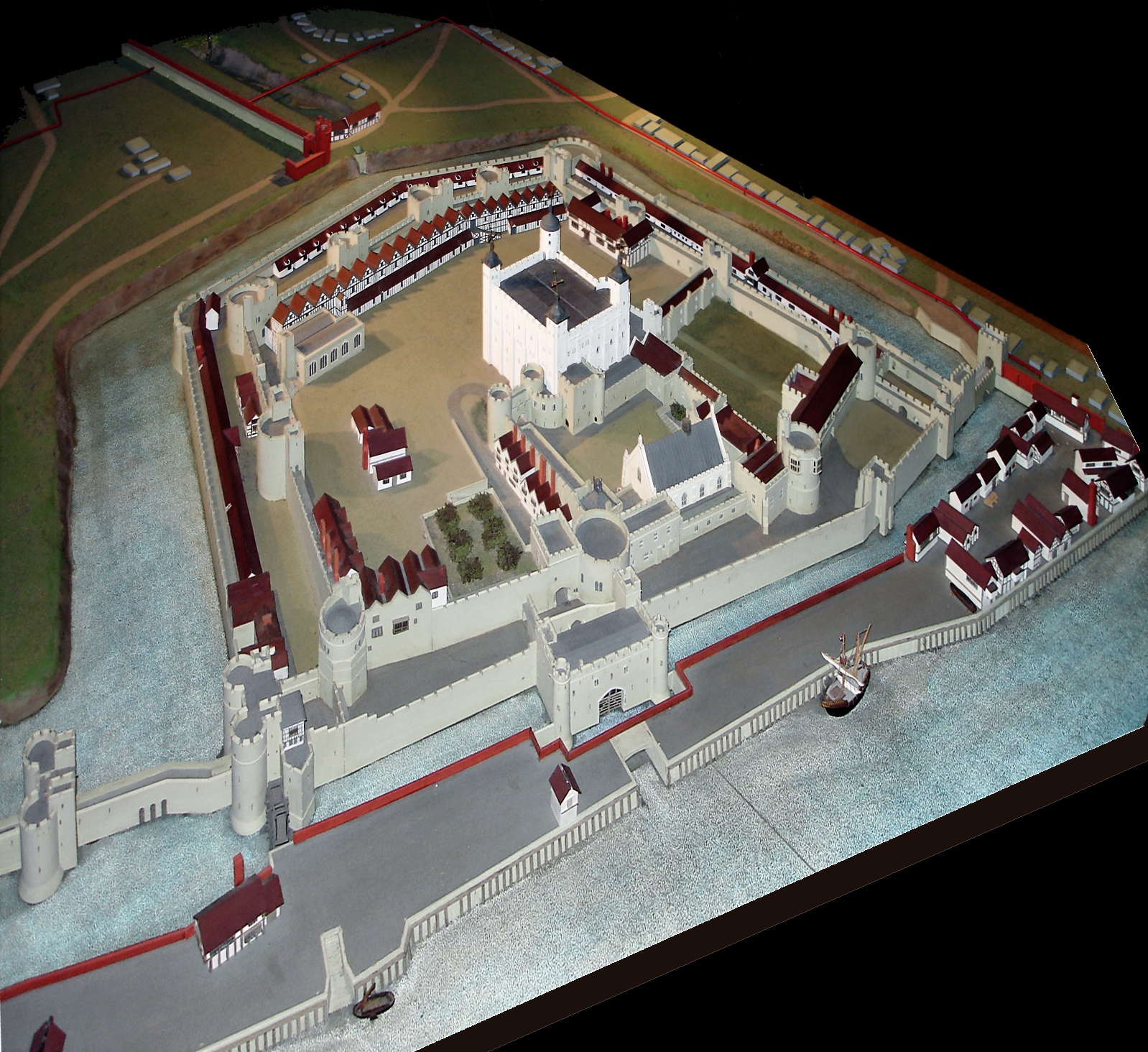
Maqueta de la Torre de Londres

La majoria dels primers castells normands es van construir en fusta, però a la darreria del segle xi, uns pocs, incloent-hi la Torre de Londres, es van renovar o reemplaçar amb pedra. Les obres de la Torre Blanca van començar devers 1078, encara que la data exacta no es coneix. Guillem va fer Gundulf, Bisbe de Rochester, responsable de la construcció, encara que potser no es completés fins després de la mort de Guillem a 1087. La Torre Blanca és la primera en pedra de les que es conserven a Anglaterra, i el punt més fort de la primera època del castell. També contenia les estances del rei. Es creu que es va acabar el 1100, quan el Bisbe Ranulf Flambard hi va ser empresonat; els anglesos odiaven Flambard pels durs impostos. Encara que va ser el primer presoner, va ser també la primera persona a escapar-se'n, utilitzant una corda de contraban amagada en una bóta de vi. Es va permetre luxes i servents, i el 2 febrer 1101 va donar un banquet per a les seves captors, després d'oferir contínuament beguda, i quan ningú mirava, va baixar des d'una cambra retirada, i va sortir de la torre. La fugida va ser una sorpresa tal, que un cronista de l'època va acusar el bisbe de bruixeria.
En les cròniques anglosaxones consta que el 1097, Guillem II d'Anglaterra va manar construir una muralla al voltant de la Torre de Londres, probablement de pedra per a reemplaçar l'estacada de fusta que envoltava el nord i est del castell, entre la muralla romana i el Tàmesi. La conquesta normanda d'Anglaterra no només es va manifestar amb una nova classe governant, sinó amb una estructuració de la ciutat alhora. Es van confiscar i redistribuir les terres entre els normands, que també van acostar centenars de jueus, per raons financeres. Els jueus van arribar sota protecció directa de la corona, resultat de la qual cosa les comunitats jueves es fundaven sovint prop dels castells. Els jueus trobaven refugi a la torre quan eren amenaçats per l'antisemitisme.
La mort el 1135 d'Enric I va deixar Anglaterra en una difícil situació de successió, tot i que el rei havia convençut els seus barons més poderosos que juressin suport a l'Emperadriu Matilde, dies després de la mort del monarca, Esteve d'Anglaterra va arribar des de França per reclamar el tron. La importància de la ciutat i la torre ve marcada per la velocitat a la que protegeix Londres. El castell, que no va servir com a residència reial durant algun temps, es deixava normalment a càrrec de l'agutzil, un lloc que en aquest moment ostentava Gotfried de Mandeville. Atès que la torre es considerava una fortalesa inexpugnable en posició estratègica, posseïr-la era enormement valorat. Mandeville es va aprofitar, venent la seva lleialtat a Matilde després que capturessin Esteve el 1141, en la batalla de Lincoln. A l'any següent, un cop disminuït el suport a Matilde, va revendre la seva lleialtat a Esteve de Blois. A través del seu càrrec d'agutzil de la torre, Mandeville es va tornar «l'home més ric i poderós d'Anglaterra».
En intentar de nou la mateixa tàctica, aquesta vegada en converses secretes amb Matilde, Esteve va arrestar, el va obligar a cedir el control sobre els seus castells, i ho va reemplaçar per un dels seus més fidels seguidors. Fins llavors, el lloc havia estat hereditari, originalment per Godofredo de Mandeville (amic de Guillem el Conqueridor i antecessor del Godofredo al qual Esteve i Matilde van fer front), però l'autoritat de la posició era tal, que des d'aquest moment va romandre en mans d'una persona designada pel monarca. El lloc generalment se li atorgava a algú de gran importància, que no sempre havia d'estar al castell per altres motius. Encara que l'agutzil continua sent responsable del manteniment del castell i la guarnició, des del primer moment comptava amb un subordinat que l'ajudava amb aquesta tasca: el lloctinent de la torre. L'algutzir també tenia tasques municipals, normalment se'ls donava control sobre la ciutat i era responsable de recaptar impostos, fer complir la llei i mantenir l'ordre. La creació el 1191 del lloc de Lord Major (batlle) de Londres, va suprimir molts d'aquests poders sobre la ciutat, i de vegades va dur a enfrontaments entre ambdós.

## Expansió

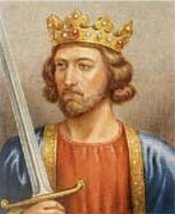
Eduard I d'Anglaterra

És probable que el castell mantingués l'estructura tal com es va establir sobre el 1100 sota el regnat de Ricard Cor de Lleó (1189-1199). El castell es va expandir durant el mandat de William Longchamp, Canceller de Ricard i home a càrrec d'Anglaterra quan aquest lluitava en les croades. D'acord amb Roger de Hoveden, cronista de l'època, Longchamp va cavar un fossat al voltant del castell i va tractar, en va, d'omplir-lo amb aigua del Tàmesi. Longchamp era també agutzil de la torre, i el va eixamplar mentre es preparava per a la guerra amb l'encara príncep Joan, germà menor de Ricard, que en l'absència d'aquest va arribar a Anglaterra per intentar prendre el poder. La Torre de Londres suposava la principal fortalesa de Longchamp, de manera que va tractar d'enfortir-la el més possible. Les noves fortificacions es van provar a l'octubre de 1191, quan va ser assetjada per primera vegada en la història. Longchamp va capitular a favor de Joan tres dies després, com pensava que tenia més de guanyar amb la rendició que prolongant el conflicte.
El príncep Joan va succeir a Ricard com a rei en 1199 com a Joan I d'Anglaterra, però el seu domini tirànic va ser impopular, movent-se molts dels seus barons en contra a manera de resposta. En 1214, estant el rei en el castell de Windsor, Robert Fitzwalter va liderar una armada fins a Londres i va assetjar la torre. Encara dominada per la guarnició, la torre va resistir, i al lloc no es va aixecar fins que Joan I va signar la Carta Magna. El rei va incomplir les seves promeses de reforma, el que va desencadenar la declaració de la Primera Guerra dels Barons. Fins i tot després de la signatura de la Carta Magna, Fitzwalter va mantenir el seu control sobre Londres. Durant la guerra, les tropes de la torre van conjuminar forces amb les dels barons; Joan I va ser destronat el 1216, i els barons van oferir el tron anglès al príncep Lluís, fill major del rei francès (Felip II de França). No obstant això, després de la mort de Joan a l'octubre de 1216, molts van començar a donar suport a la petició del príncep Enric, fill gran de Joan. La guerra va continuar entre les faccions que donaven suport a Luis i Enric, i Fitzwalter, que donava el seu suport a Lluís. Fitzwalter controlava encara Londres i la torre, que van resistir fins que va quedar clar el triomf d'Enric.
Al segle xiii, els reis Enric III (1216-1272) i Eduard I (1272-1307) van eixamplar el castell, i el van deixar en essència tal com s'erigeix avui dia. Enric III s'havia distanciat dels seus barons, i una mútua manca d'entesa va portar al malestar i ressentiment cap a la seva autoritat. Com a resultat, era impacient per assegurar que la Torre de Londres era una fortificació formidable, alhora, Enric III era un esteta i desitjava que el castell fos un lloc còmode per viure. Des de 1216-1227, s'hi van gastar prop de 10.000 lliures, en aquest temps, només el treball del Castell de Windsor va costar més (15.000 lliures). La majoria dels treballs es van centrar en els edificis palatins del pati central. La tradició d'emblanquinar la Torre Blanca, de la qual deriva el seu nom, va començar el 1240.
Al voltant de 1238, el castell va començar agrandir-se cap a l'est, nord, i nord-oest. El treball va durar tot el regnat d'Enric III i el d'Eduard I, amb interrupcions pels disturbis civils. Es va crear un nou perímetre defensiu esborradores amb torres, i en els costats oest, nord i est, on el riu no defensava la muralla, es va crear un fossat. L'extensió aquest va portar el castell més enllà dels límits del vell assentament romà, marcat pel mur de la ciutat que s'havia incorporat a les defenses del castell. La torre havia estat durant molt temps un símbol de l'opressió, menyspreat pels londinencs, i el programa de construcció d'Enric III era impopular. Per això, quan la torre del guàrdia es va esfondrar el 1240, els ciutadans van celebrar el contratemps. L'expansió va suposar un trastorn en la ciutat, pagant 166 lliures a l'Hospital de Santa Caterina i al prior de la Santíssima Trinitat com a compensació.
Enric III establia amb freqüència la cort a la Torre de Londres, i almenys dues vegades també el parlament (en 1236 i 1261), en sentir que els barons s'estaven tornant perillosament indomables. En 1258, els barons descontents, liderats per Simó V de Montfort, van obligar el rei a acceptar les reformes, incloent la celebració d'assemblees parlamentàries regulars. Renunciar a la Torre de Londres es trobava entre aquestes condicions. Enric III no va acceptar aquesta pèrdua de poder, i va buscar permís en el papa per trencar el seu jurament. Amb el suport de mercenaris, el rei es va instal·lar a la torre en 1261. Mentrestant, continuaven les negociacions amb els barons. Es va acordar una treva, amb la condició que el rei lliurés el control de la torre una vegada més.
Eduard I d'Anglaterra, que va remodelar la torre per 21.000 lliures.Enric va obtenir una significativa victòria a la batalla d'Evesham, el 1265, cosa que li va permetre tornar a controlar el país i la Torre de Londres. El cardenal Ottobuon va anar llavors a Anglaterra a excomunió als rebels, l'acte va ser impopular i la situació va empitjorar quan va atorgar la custòdia de la torre. Gilbert de Clare, VI comte de Hertford, va arribar a Londres l'abril de 1267 i va assetjar el castell, declarant que la custòdia de la torre "no era un lloc per confiar a un estrany, molt menys a un eclesiàstic". A malgrat un gran exèrcit i maquinària de setge, Gilbert de Clare va ser incapaç de prendre el castell. El comte es va batre en retirada, permetent al rei el control de la capital, i la pau per a la torre la resta del regnat d'Enric III.
Encara que rarament s'estava a Londres, Eduard I es va encarregar d'una costosa remodelació, de 21.000 lliures, entre 1275 i 1285, més del doble del que s'havia gastat durant tot el regnat d'Enric III, i quantitat equivalent a uns 10,5 milions de lliures de 2008. Eduard I era un expert constructor de castells, i va aprofitar la seva experiència d'assetjament a la guerra durant les croades per adduir innovacions al concepte defensiu del castell. El seu programa per al castell en construcció a Gal va incloure la introducció de sagetes il·luminades en les muralles dels castells al llarg d'Europa, influència de l'Est. A la Torre de Londres, Eduard va omplir el fossat cavat per Enric III i va construir una nova muralla al llarg, va crear un nou recinte. Va reconstruir la part més a l'oest del mur d'Enric III, i suprimir la vella entrada per la torre Beauchamp. Es va crear una nova entrada, amb defenses elaborades que incloïen dues portes i una barbacana. En un intent per fer el castell autosuficient, Eduard I va afegir també dos molins. La persecució de la població jueva sota el regnat d'Eduard I va començar el 1276 i va finalitzar el 1290, quan va promulgar l'Edicte d'Expulsió que obligava als jueus a sortir del país.

## Període medieval tardà

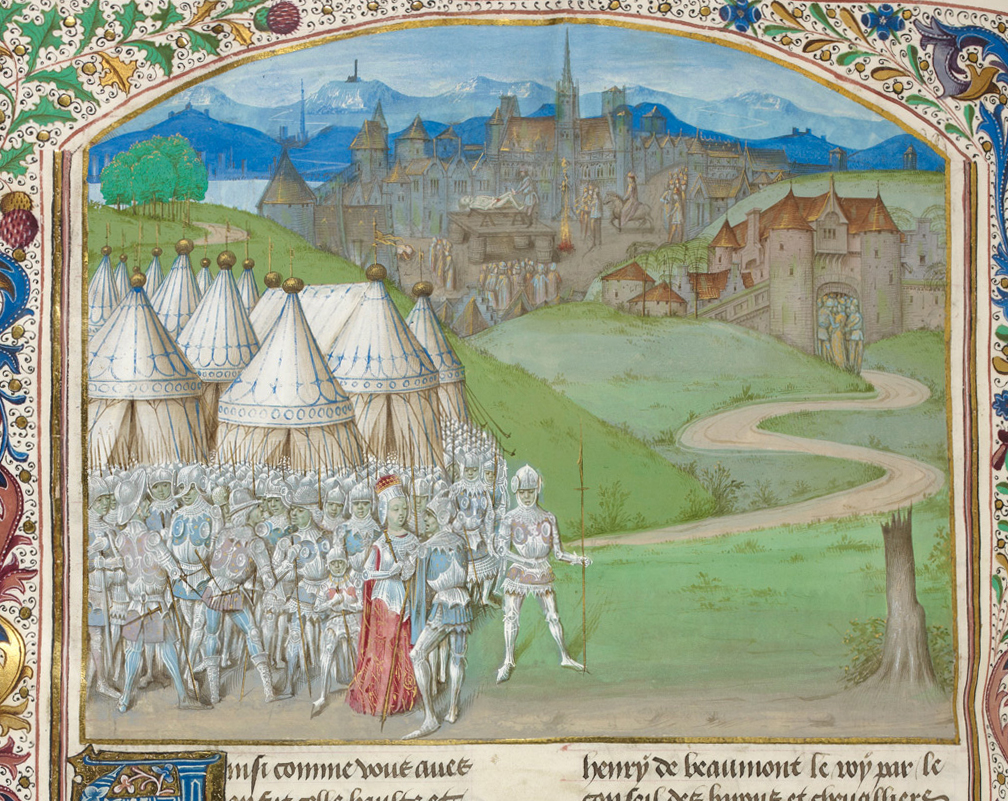
Roger Mortimer i Isabel de França

Durant el regnat d'Eduard II d'Anglaterra (1307-1327) havia relativament poca activitat a la torre. No obstant això, va ser durant aquest període quan es va fundar l'Armari Privat. Tenia un armari a la torre i era la responsable d'organitzar les armes de l'estat. Margaret de Clare, Lady Badlesmere, va ser la primera dona presonera de la Torre de Londres, després de negar l'entrada al Castell de Leeds a la Reina Isabel de França i executar els missatgers. Reservada en general per a reclusos d'alt nivell, la torre va ser la presó real més important del país, malgrat la qual cosa no era segura, al llarg de la història, molts presoners van subornar als seus guàrdies perquè els ajudessin a escapar.
El 1322, el sotstinent de la torre va ajudar a escapar Roger Mortimer, primer comte de March, deixant els homes de Mortimer dins. Van tallar un forat al mur de la seva cel·la i Mortimer va escapar fins a un vaixell que l'esperava. Va fugir cap a França, on es va trobar amb l'esposa del rei Eduard, Isabel de França. Van començar una aventura i planejar destituir el rei. Un dels primers actes de Mortimer en entrar a Anglaterra va ser capturar la torre i alliberar els presoners. Va governar durant tres anys, mentre Eduard III era massa jove per fer-ho, el 1330, Eduard i els seus seguidors van capturar Mortimer i el van tancar a la torre. Sota el mandat d'Eduard III (1312-1377), Anglaterra va experimentar èxits renovats en la guerra després que el mandat del seu pare hagués posat el regne en contra dels escocesos i francesos.
Entre els èxits d'Eduard hi havia les batalles de Crécy i Poitiers, on el rei Joan II de França havia estat pres presoner, i s'havia capturat el rei David II d'Escòcia. Durant aquest període, la Torre de Londres va mantenir detinguts molts nobles presoners de guerra. Eduard II d'Anglaterra havia deixat deteriora la torre, i per al regnat d'Eduard III el castell era un lloc poc còmode. Els nobles captius dins dels seus murs no podien participar en activitats com la caça, que sí que permetien a altres castells que servien de presons, com Windsor. Eduard III va manar renovar el castell.
Quan Ricard II d'Anglaterra va ser coronat el 1377, va liderar una processó des de la torre fins a l'Abadia de Westminster. Aquesta tradició va començar si més no en el segle xiv, i va durar fins a 1660. Durant la Revolta dels Pagesos de 1381, la Torre de Londres va ser assetjada amb el rei dins. Quan Ricard va sortir a la trobada de Wat Tyler, el líder rebel, una multitud va irrompre al castell sense trobar resistència, i va saquejar la Casa de les Joies. L'arquebisbe de Canterbury, Simon Sudbury, es va refugiar en la capella de Sant Joan, esperant que la multitud respectés el santuari, però, en va ser tret i decapitat a l'esplanada coneguda com a Tower Hill. Sis anys després, van tenir lloc nous disturbis, passant el rei Ricard Nadal a la torre en lloc de fer-ho a Windsor, com era l'habitual. Quan, el 1399, Enrique Bolingbroke va tornar de l'exili, va tancar Ricard a la Torre Blanca. Ricard II d'Anglaterra va abdicar i va ser reemplaçat en el tron per Bolingbroke, que va prendre el nom d'Enric IV d'Anglaterra.
Al segle xv, no hi va haver gaire obres, encara que el castell encara romania com a important lloc de refugi. Quan els seguidors de Ricard II d'Anglaterra van tractar de donar un cop, Enric IV hi va trobar refugi. Durant aquest període, el castell va albergar també distingits presoners. L'hereu al tron escocès, que després esdevindrà el rei Jaume I d'Escòcia, va ser segrestat en un viatge a França el 1406 i detingut a la torre. El regnat d'Enric V d'Anglaterra (1413-1422) va renovar la fortuna d'Anglaterra en la Guerra dels Cent Anys contra França, com a resultat d'aquestes victòries, incloent la de la batalla d'Agincourt, molts presoners d'alt rang hi van ser detinguts fins a ser rescatats.
Gran part de la segona meitat del segle xv va estar ocupada per les Guerra de les Dues Roses entre els aspirants al tron, les cases de Casa de Lancaster i Casa de York. El castell va ser assetjat de nou el 1460, aquesta vegada per les forces Yorkistas. Es va danyar la torre amb foc d'artilleria, però només es va rendir quan Enric VI d'Anglaterra va ser capturat a la batalla de Northampton. Amb l'ajuda de Richard Neville, setzè comte de Warwick i conegut com el «creador de reis», (The Kingmaker), Enric va recuperar el tron per un breu període en 1470. No obstant això, Eduard IV aviat va reprendre el control i Enric VI d'Anglaterra va ser empresonat a la Torre de Londres, on probablement va ser assassinat. Durant les guerres, es va fortificar la torre per suportar les bales del canó, i se li va proveir de llacunes per als canons i les armes de foc. Es va crear un recinte amb aquesta finalitat al sud de Tower Hill, que no ha perdurat.
Poc després de la mort d'Eduard IV en 1483, es creu que va tenir lloc l'assassinat dels Prínceps de la Torre. L'incident és un dels esdeveniments de la Torre de Londres. L'oncle d'Eduard V, Ricard, Duc de Gloucester, va ser declarat Lord Protector quan el príncep era massa jove per governar. Eduard, de 12 anys, va ser confinat a la Torre amb el seu germà petit Ricard. El Duc de Gloucester va ser proclamat rei Ricard III d'Anglaterra al juliol. Els prínceps es van veure en públic per darrera vegada el juny de 1483; el motiu més raonable per a la desaparició és que fossin assassinats l'estiu del 1483. Es van descobrir uns ossos en 1674, en demolir l'entrada de la Torre blanca, que es creu que van pertànyer a ells. L'oposició a Ricard va créixer fins que va ser derrotat en la batalla de Bosworth Field en 1485 per Enric VII d'Anglaterra, de la casa Lancaster, que va ascendir al tron com Enric VII.

### Presó reial
L'any 1100 va arribar a aquest reducte el primer reclús del qual hi ha constància. No era una presó qualsevol, ja que es reservava per a personatges d'alt rang i rellevància, entre els que figuren reis derrotats d'Escòcia i França, així com aristòcrates i clergues caiguts en desgràcia o convictes de traïció. A vegades va ser escenari d'execucions i fins i tot assassinats, com els d'Enric VI d'Anglaterra, Eduard V de 12 anys i el germà menor d'aquest.
Els presoners eren situats on hi hagués espai. Mentre que alguns tenien poca llibertat de moviment, a altres se'ls permetia passejar per tot el complex. Així mateix, les condemnes que complien podien ser breus o llargues. William Penn, el posterior fundador de la colònia americana de Pennsilvània, va suportar vuit mesos de reclusió per les seves conviccions religioses. No obstant això, el duc Carles I d'Orleans, nebot del rei de França, va ser derrotat en una batalla i va passar cinc anys en custòdia intermitent fins que es va pagar un exorbitant rescat per ell. De la mateixa manera, el cortesà, explorador i escriptor sir Walter Raleigh va suportar tretze llargs anys, durant els quals va escriure la seva història universal, titulada History of the World, i després va sortir en llibertat temporal per ser finalment ajusticiat.
L'hereu d'Enric VIII d'Anglaterra, el seu jove fill Eduard VI (també anglicà), va prosseguir després de la seva coronació amb les brutals purgues. Sis anys més tard va morir i va ser succeït per Maria I d'Anglaterra (catòlica fervorosa, a diferència d'Enric VIII d'Anglaterra, el seu pare), la qual va decapitar sense dilació a Joana Greyi al seu jove marit, titelles en la lluita pel poder. Isabel, germana de pare de Maria, va passar moltes setmanes d'inquietud a la Torre abans del seu alliberament. No obstant això, va acabar convertida en reina, i va empresonar i va aplicar la pena capital als seus oponents.
La majoria dels criminals comuns eren executats en llocs públics com el cadafal de la proper Turó de la Torre, a la vista de multituds esvalotadors. També es van fer públiques les execucions d'algunes personalitats de classe alta com Thomas More. No obstant això, els nobles i, sobretot, les dones, eren executats de forma privada a la Torre Verda, a l'interior del complex, i enterrats a la Capella Reial de Sant Pere ad Vincula. Alguns dels nobles executats en l'exterior de la Torre estan enterrats també en aquesta capella.
Alguns dels executats a la Torre acusats de traïció:
- William Hastings, baró de Hasting (1483)
- Thomas More, (1535)
- Anna Bolena, reina (1536)
- Margaret Pole, comtessa de Salisbury (1541)
- Jane Boleyn, vescomtessa de Rochford (1542)
- Caterina Howard, reina (1542)
- Joana Grey, reina (1554)
- Robert Devereux, comte d'Essex (1601)

La llegenda diu que es pot veure a Anna Bolena, executada per traïció al rei Enric VIII d'Anglaterra, passejar per la Torre amb el seu cap sota el braç.L'ús militar de la Torre com a fortificació es va tornar obsoleta amb la introducció de l'artilleria. Malgrat tot, la Torre va servir com a caserna general del departament d'armament britànic fins a 1855. Durant la Primera Guerra Mundial onze espies alemanys van estar presoners en la Torre. El 1941 l'ajudant de Hitler, Rudolf Hess, va romandre tancat a la Torre durant quatre dies.

### Casa de feres
Al segle xiii es va establir a la Torre una casa de feres, probablement en els inicis de 1204 durant el regnat de Joan I i possiblement, amb animals procedents d'una antiga casa de feres establerta en 1125 pel rei Enric I d'Anglaterra en el seu palau prop de Woodstock. La col·lecció d'animals es va obrir algunes vegades al públic durant el regnat d'Elisabet I d'Anglaterra. El 1804 la col·lecció es va obrir al públic de forma regular. Aquí va ser on el poeta William Blake va veure al tigre que va inspirar el seu poema. Els animals es van traslladar al nou zoològic de Londres el 1828. Encara es conserva una porta amb el nom de lleó en honor dels animals que un dia van residir en ella.

## Actualitat
Avui la Torre és bàsicament una atracció turística. A més dels edificis es poden veure les Joies de la Corona Britànica, un recull d'armadures reals i restes de la muralla romana. El control de la Torre va a càrrec dels Beefeaters, que actuen com a guies turístics sent ells mateixos una atracció. Cada tarda els guàrdies participen en la cerimònia de les claus que assegura la Torre durant la nit.Segons mana una antiga tradició, si els sis corbs que es mantenen a la Torre desapareguessin algun dia, es cauria la Torre, i amb ella la monarquia.